# Tajgakärrblomfluga
Tajgakärrblomfluga (Helophilus groenlandicus) är en tvåvingeart som först beskrevs av Fabricius 1780.  Tajgakärrblomfluga ingår i släktet kärrblomflugor, och familjen blomflugor. Enligt den finländska rödlistan är arten nära hotad i Finland. Arten är reproducerande i Sverige. Artens livsmiljö är strandängar vid sötvatten. Inga underarter finns listade i Catalogue of Life.